# Eye of the Storm (Stormwitch)
Eye of the Storm è un album in studio del gruppo musicale tedesco Stormwitch, pubblicato nel 1989. È stato ripubblicato in Germania il 24 marzo 2005 dalla Battle Cry Records.

## Tracce
1. Paradise – 3:43
2. Heart of Ice – 3:57
3. I Want You Around – 4:20
4. King in the Ring – 5:07
5. Tarred and Feathered – 3:42
6. Eye of the Storm – 3:45
7. Another World Apart – 3:44
8. Steel in the Red Light – 4:08
9. Rende a La Turca – 3:09
10. Take Me Home – 3:59
11. Eye of the Storm – 3:38
12. King of the Ring – 5:09
13. The Beauty and the Beast – 4:55
14. Tears by the Firelight – 6:57
15. Rende a La Turca – 3:04
16. Dragen's Day – 3:55
17. Tigers of the Sea – 4:43
18. Silent Mood – 4:21

## Formazione
- Andy Aldrian - voce
- Lee Tarot - chitarra solista
- Steve Merchant - chitarra ritmica
- Andy Hunter - basso
- Pete Lancer - batteria